# Leffert L. Buck
Leffert Lefferts Buck est un ingénieur civil américain né à Canton (New York), comté de St. Lawrence, le 5 février 1837, et mort à Hastings-on-Hudson (New-York) le 17 juillet 1909 .

## Biographie
Leffert L. Buck a d'abord suivi le cursus de son collège local de St Lawrence où il a obtenu le baccalauréat (bachelor) et la maîtrise (master's degree). Il n'a obtenu son diplôme d'ingénieur de l'Institut polytechnique Rensselaer (Rensselaer Polytechnic Institute ou RPI situé à Troy (New York)) qu'en 1868, ses études ayant été interrompues pendant la guerre de Sécession, qu'il mena dans le 16th New York Infantry.
Il débute comme ingénieur-assistant sur le projet de l'aqueduc de Croton. Il a ensuite travaillé sur des projets de ponts de chemin de fer et des projets d'ingénierie au Pérou, comme le pont de Verrugas (1873), au Mexique, à Aruba et dans différents endroits aux États-Unis.
Il a aussi supervisé la reconstruction de plusieurs parties du pont suspendu des chutes du Niagara de John Augustus Roebling, entre 1877 et 1886, et, plus tard, par sur son remplacement par une arche, le Niagara Railway Arch Bridge (1896-1897), renommé en 1937 Whirlpool Rapids Bridge.
Il a construit le Pont de Rennes Bridge en 1891, anciennement le Platt Street Bridge, franchissant la Genesee à Rochester (New York).
Il a été désigné comme ingénieur en chef pour la construction du pont de Williamsburg (New York) en 1895, réalisé en collaboration avec Henry Hornbostel, construit à partir de 1896 et inauguré le 19 décembre 1903.
Leffert L. Buck and Henry Hornbostel ont collaboré avec Gustav Lindenthal sur le projet du pont de Queensboro approuvé en 1903 et inauguré le 12 juin 1909.

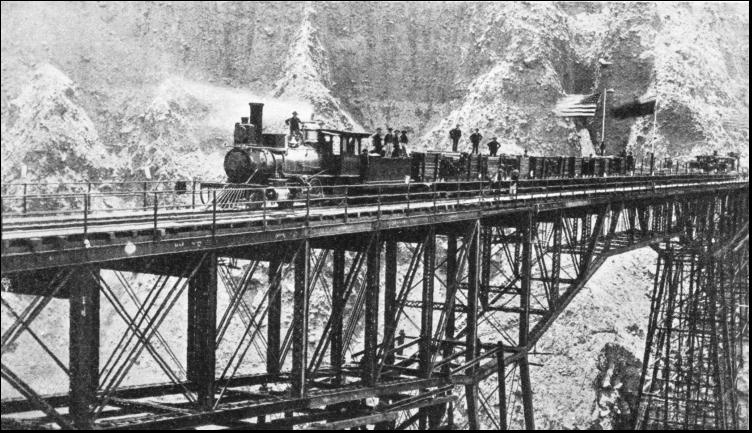
Le premier pont de Verrugas
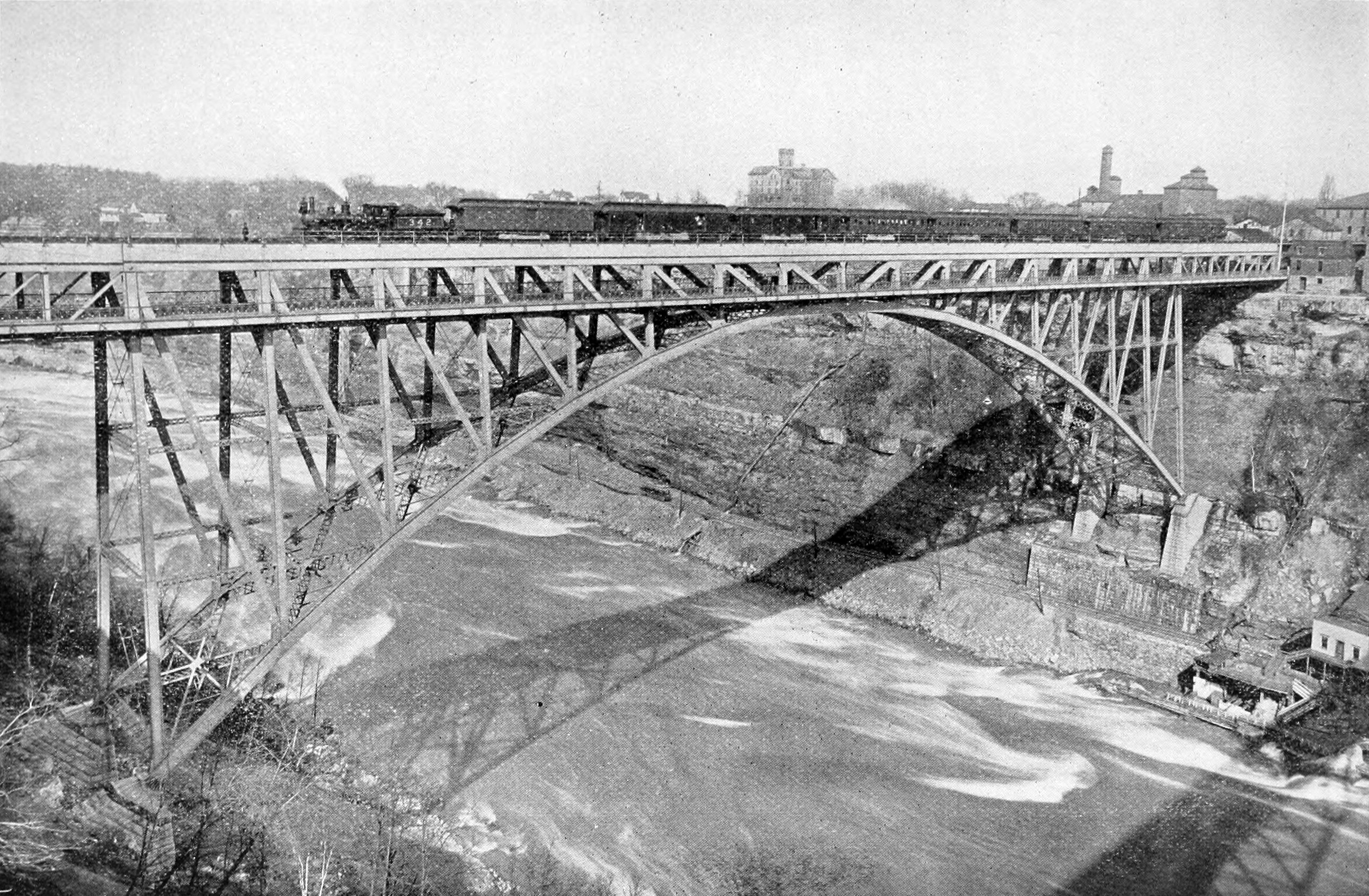
Whirlpool Rapids Bridge
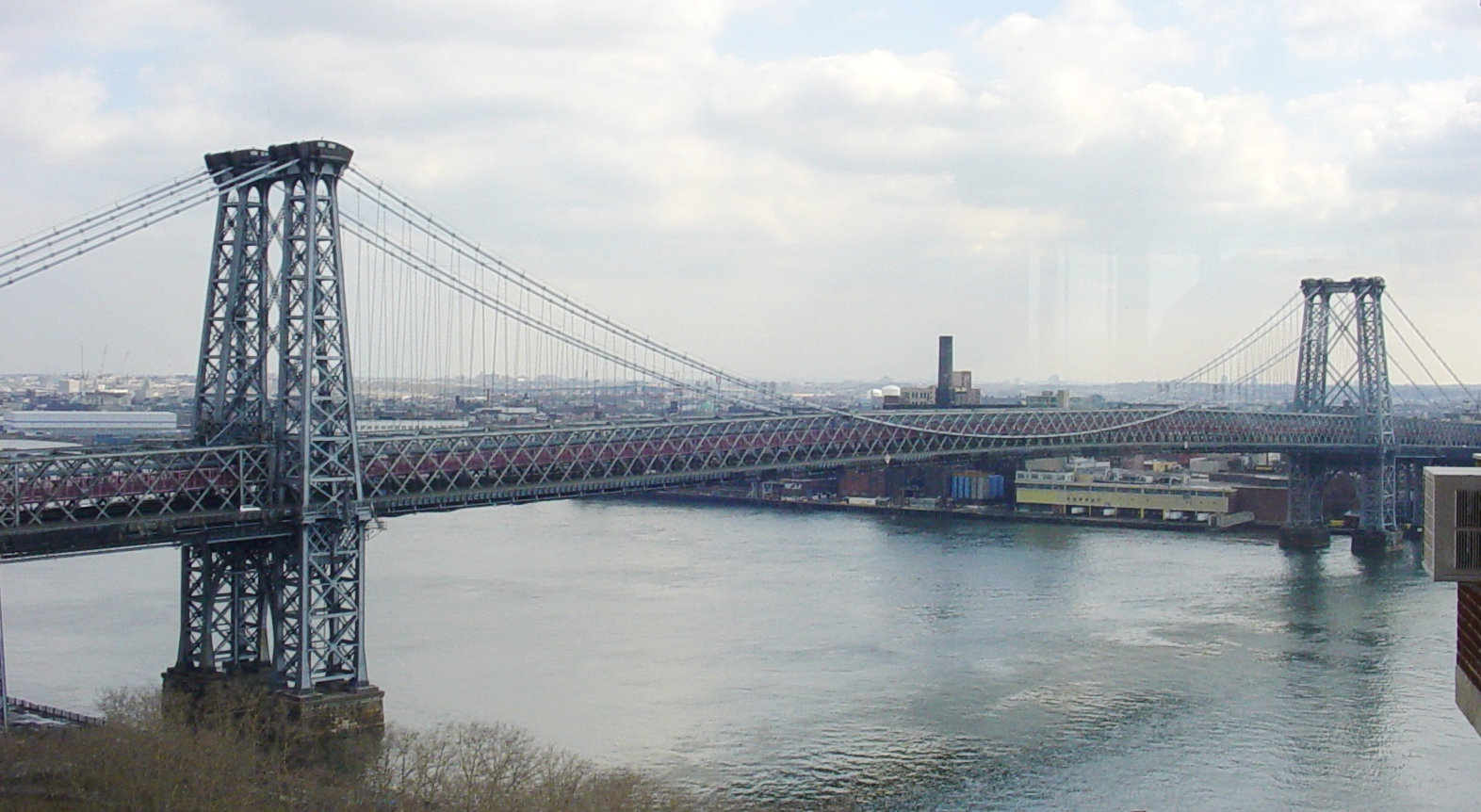
pont de Williamsburg
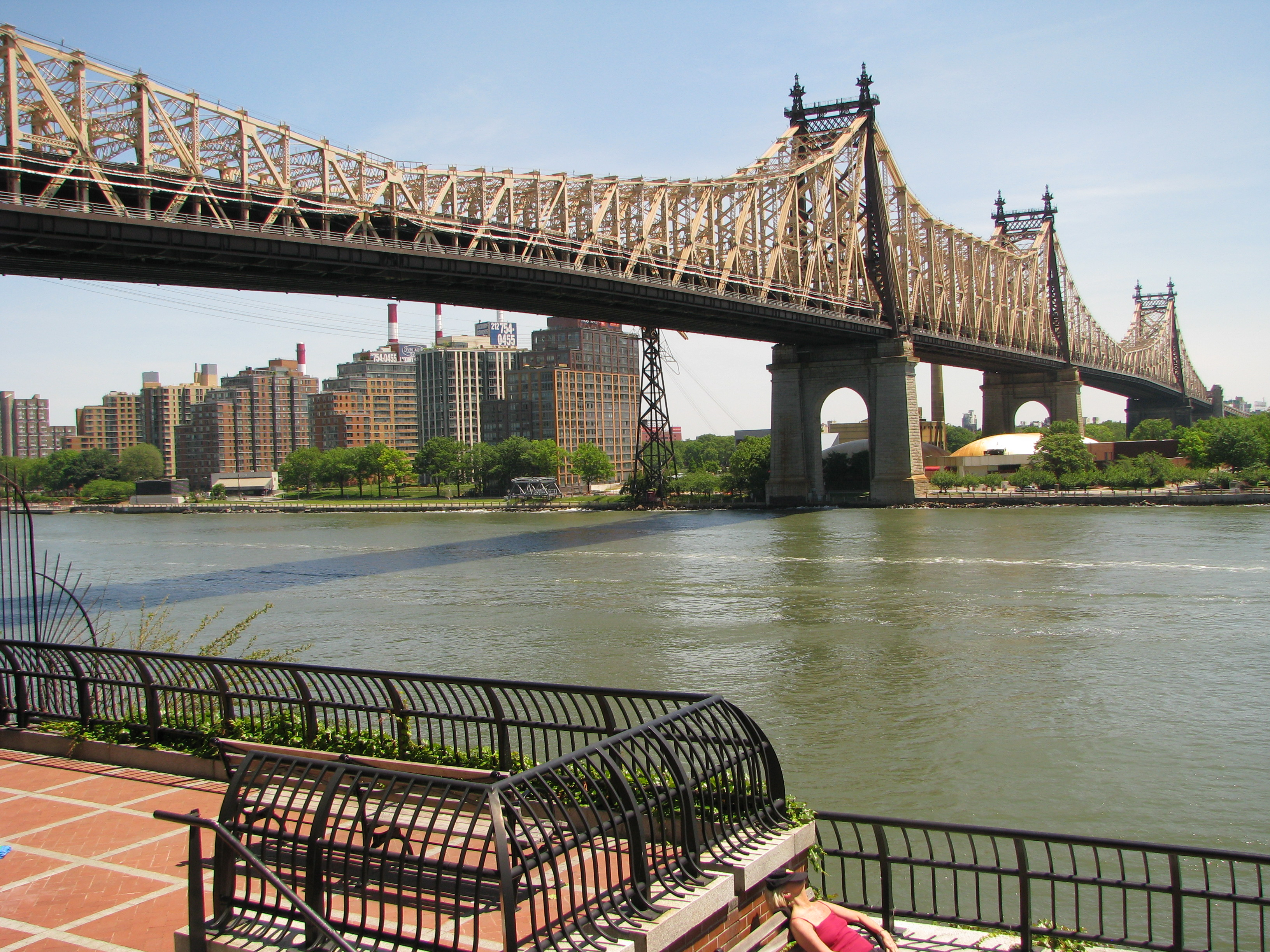
pont de Queensboro